# MakSim
MakSim (in russo МакSим?), pseudonimo di Marina Sergeevna Abrosimova (in russo Марина Сергеевна Абросимова?; Kazan', 10 luglio 1983), è una cantante russa.

## Biografia
Nata a Kazan' in Russia, quando ancora faceva parte dell'Unione Sovietica, il 10 giugno 1983, MakSim ha dichiarato che è riuscita fino ad ora di realizzare tutto ciò che si era prefissata di fare. Ha iniziato frequentando corsi di canto a Kazan'. Contemporaneamente, durante tali corsi, ha praticato diversi sport.
Durante gli studi ha preso parte a molti festival tra cui "Teen Star", "Nefertitti's bungle", debuttando con brani di cantanti famosi, come Céline Dion, e Janna Aguzarova. Dopo queste esibizioni ha iniziato a cantare in diverse città della Russia: Murmansk, San Pietroburgo e Chabarovsk, in Jacuzia.
Terminata la scuola, ha siglato una collaborazione con la "S.B.A/Gala Records" producendo il suo primo album.
Maksim scrive sia i testi che le canzoni. Il suo primo singolo è Trudnii vozrast (tradotto: età difficoltosa), che diventò, grazie alla radio, molto famoso in breve tempo. Nel 2005 distribuì il video della canzone, scalando le classifiche su MTV in Russia..

## Formazione
- Marina Abrosimova (Марина Абросимова) — voce, produttore
- Jevgenij Madestov (Евгений Модестов) — chitarra
- Stanislav Groshev (Станислав Грошев) — basso
- Valentin Tarasov (Валентин Тарасов) — batteria
- Kirill Antonenko (Кирилл Антоненко) (Kirbas Лис) — tastiera

## Discografia

### Album in studio
- 2006 – Trudnyj vozrast
- 2007 – Moj raj
- 2009 – Odinočka
- 2013 – Drugaja real'nost'
- 2015 – Chorošo
- 2018 – Poligamnost'

### Album video
- 2006 – Trudnyj vozrast. Pervyj koncert v Moskve
- 2008 – Koncert MakSim v Olimpijskom

### Singoli
- 2008 – Begušcaja po volnam
- 2008 – Naučus' letat'
- 2008 – Naše leto (solo o con Basta)
- 2009 – Na radiovolnach
- 2009 – Ne otdam
- 2010 – Vesna
- 2010 – Dožd'
- 2012 – Oskolki
- 2012 – Živi (feat. Animal DžaZ)
- 2012 – Kak letat'?
- 2015 – Ne vydychaj
- 2015 – God
- 2015 – Stala svobodnej
- 2015 – Zolotymi rybkami
- 2016 – Štampy
- 2017 – Na dvoich
- 2018 – Dura
- 2018 – Zdes' i sejčas
- 2018 – Moj sekrety
- 2018 – Abonent nedostupen
- 2019 – Bessonnica
- 2020 – Predannym
- 2020 – Zabyvaj
- 2021 – Spasibo
- 2021 – Zavedi
- 2022 – Otpuskaju (con Egor Krid)
- 2022 – Znaeš' li ty (con Dima Bilan)